# Трудовик (Ленинградская область)
Трудовик  — деревня в Кипенском сельском поселении Ломоносовского района Ленинградской области.

## История
Согласно данным переписи населения СССР 1926 года на хуторах Трудовик Витинского сельсовета Ропшинской волости Троцкого уезда проживал 91 человек — большинство русские, а также эстонцы.
С января 1927 года Трудовик учитывается областными административными данными как посёлок. С августа 1927 года — в составе Ораниенбаумского района.
В 1928 году население посёлка Трудовик составляло 101 человек.

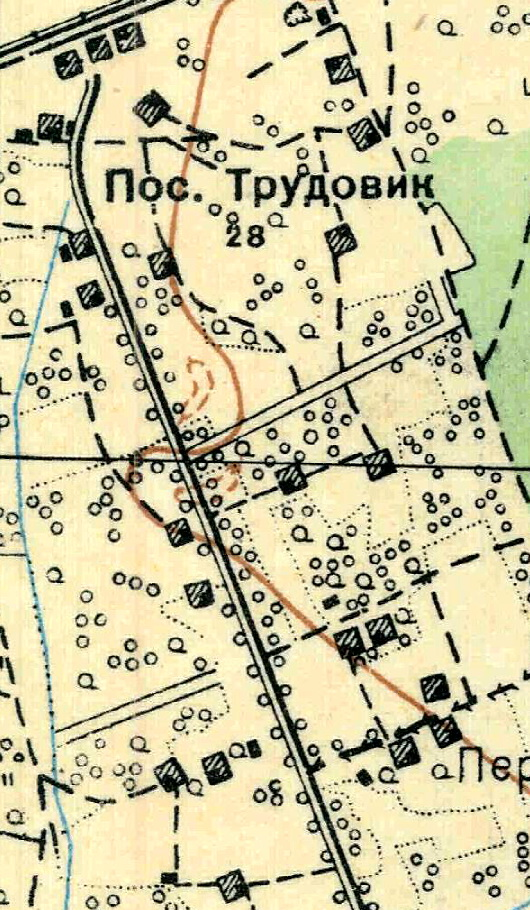
План посёлка Трудовик. 1931 год

С 1931 года в составе Красногвардейского района. Согласно топографической карте 1931 года посёлок Трудовик насчитывал 28 дворов.
По данным 1933 года в состав Витинского сельсовета Красногвардейского входил хутор Трудовик.
С 1939 года в составе Красносельского района.
Трудовик был освобождён от немецко-фашистских оккупантов 22 января 1944 года.
С 1955 года в составе Ломоносовского района.
С 1960 года в составе Кипенского сельсовета Гатчинского района.
С 1965 года вновь в составе Ломоносовского района.
По данным 1966, 1973 и 1990 годов деревня Трудовик входила в состав Кипенского сельсовета.
В 1997 году в деревне Трудовик Кипенской волости проживали 48 человек, в 2002 году — 41 человек (русские — 90 %), в 2007 году — 65.

## География
Деревня расположена в южной части района, к западу от административного центра поселения деревни Кипень на автодороге А180 (E 20) (Санкт-Петербург — Ивангород — граница с Эстонией) «Нарва».
Расстояние до административного центра поселения — 6 км.
Расстояние до ближайшей железнодорожной станции Красное Село — 23 км.

## Демография
| 2002 | 2007 | 2010 | 2017 |
| ---- | ---- | ---- | ---- |
| 41   | ↗65  | ↘39  | ↗58  |

## Улицы
Гражданская, Народная, Объездная.